# Jennifer Allison
Jennifer Allison (* 15. července 1966 Saline, Michigan) je americká spisovatelka mysteriózních románů, která se nejvíce proslavila jako autorka série knih pro děti Pátračka Gilda.
Narodila se a vyrůstala ve městě Saline v Michiganu. V roce 1984 absolvovala vysokou školu v Saline. Je držitelkou titulu Bachelor of Arts z Michiganské univerzity, kde studovala hudbu, ale brzy se začala zajímat o literaturu a psaní. Je také držitelem titulu Magistr umění, který získala na Americké universitě ve Washingtonu, D.C. Její první kniha byla vydána v červenci 2005, v té době žila v San Francisku v Kalifornii. V současné době žije v Chicagu.